# 裸頭海豬魚
裸頭海豬魚，為輻鰭魚綱鱸形目隆頭魚亞目隆頭魚科的其中一種，分布於西印度洋南非海域，棲息深度0-2公尺，體長可達13.5公分，棲息在沿岸水淺的岩礁區海域，生活習性不明。